# Mauro Ceruti
Mauro Ceruti (Cremona, 16 luglio 1953) è un filosofo e politico italiano.
Tra i filosofi protagonisti dell'elaborazione del pensiero complesso, è uno dei pionieri della ricerca contemporanea inter- e trans-disciplinare sui sistemi complessi.
La riflessione filosofica di Ceruti si produce all'intersezione di una pluralità di domini di ricerca: epistemologia (filosofia e storia della scienza, storia delle idee, noologia…), scienze della natura (fisica, biologia, cosmologia…), scienze dell'uomo (antropologia, sociologia, psicologia, storia…), scienze dell'organizzazione e del management.
I suoi scritti sono pubblicati in italiano, inglese, francese, tedesco, portoghese, rumeno, spagnolo e turco.

## Formazione
Si laurea in filosofia della scienza con Ludovico Geymonat nel 1977 con una tesi dal titolo L'epistemologia genetica di Jean Piaget, nella quale, attraverso l'analisi dell'opera epistemologica di Jean Piaget, viene posto il problema del ruolo della biologia e delle scienze del vivente, nelle varie articolazioni disciplinari, come decisiva interfaccia fra le scienze fisico-chimiche e le scienze umane, in grado di favorire processi di circolazione concettuale e di traduzione reciproca fra vari e multiformi campi del sapere. Nei suoi studi ha affrontato le questioni del significato filosofico ed epistemologico delle maggiori rivoluzioni scientifiche del ventesimo secolo (teoria dei quanti, relatività, teoria dei sistemi, biologia molecolare) focalizzando le sue ricerche sui temi del cambiamento stilistico e delle relazioni fra stile e contenuto nella storia delle idee, nonché dello statuto conoscitivo dei risultati innovativi connessi alle rivoluzioni scientifiche. Una sintesi di queste ricerche è contenuta nell'opera Disordine e costruzione. Un'interpretazione epistemologica dell'opera di Jean Piaget (1981).

## Attività accademiche
Dal 1981 al 1986 è assunto dall'Università di Ginevra, presso la Facoltà di Psicologia e scienze dell'educazione fondata da Jean Piaget, in qualità di assistant, svolgendo ricerche nel gruppo di lavoro coordinato da Alberto Munari. In questo periodo approfondisce le relazioni che connettono l'opera di Piaget a vari modelli e approcci del contesto scientifico a lui contemporaneo: alla termodinamica di non equilibrio di Ilya Prigogine, alle ricerche sul concetto e sui processi di auto-organizzazione e autopoiesi, all'embriologia di Conrad Waddington, ai nascenti dibattiti sul significato delle ricerche della biologia molecolare. Il tema chiave di queste convergenze disciplinari è la possibile delineazione di modelli generali del cambiamento, nonché del ruolo della discontinuità in questi modelli. L'approfondimento dei singoli filoni disciplinari gli consente di interrogarsi più estensivamente sul significato profondo e complessivo dei cambiamenti paradigmatici delle scienze alla fine del ventesimo secolo: dalla convergenza di varie discipline emerge la prospettiva di una scienza nuova, caratterizzata da precise assunzioni relativamente alla natura del cambiamento, alla relazione fra soggetto e mondo, al ruolo del tempo, della storia e della narrazione negli approcci scientifici. La nozione di complessità costituisce un'utile maniera sintetica di rapportarsi con tali assunzioni. Per ricostruire queste novità del contesto scientifico, imposta un programma di ricerca attorno al tema della epistemologia della complessità, parte integrante del quale è stata – a partire dal 1984 - l'organizzazione di convegni internazionali e di seminari, e la pubblicazione del volume La sfida della complessità (con Gianluca Bocchi, 1984).
Dal 1986 al 1993 è ricercatore associato presso il CETSAP (Centre d'Etudes Transdisciplinaires, Sociologie, Anthropologie, Politique) diretto da Edgar Morin, centro di ricerca associato al CNRS e all’Ecole des Hautes Etudes en Sciences Sociales di Parigi, presso il quale dirige l'unità di ricerca di filosofia della scienza. In quegli anni approfondisce le problematiche dell'epistemologia genetica e della cibernetica, pubblicando Il vincolo e la possibilità (1986) e La danza che crea (1989).  Svolge inoltre ricerche sul ruolo giocato dalle scienze evolutive e dalla teoria dell'evoluzione di tradizione darwiniana nel più generale mutamento di prospettiva delle valenze cognitive e stilistiche del contesto scientifico, focalizzandosi sulle conseguenze epistemologiche e filosofiche dei modelli di cambiamento e delle relazioni fra continuità e discontinuità conseguenti alla teoria degli equilibri punteggiati di Stephen Jay Gould e di Niles Eldredge, ai dibattiti sulle estinzioni di massa e sulle testimonianze paleontologiche, alle nuove forme di collaborazione fra evoluzionismo e genetica, alle relazioni fra approcci storici e approcci nomotetici nelle scienze del vivente. Ne deriva una serie di ricerche compendiate nel volume Origini di storie (con G. Bocchi, 1993), in cui il tema del cambiamento discontinuo, e i connessi temi dell'evento, della contingenza e della sensibilità alle condizioni iniziali, vengono discussi all'interno di un ampio spettro disciplinare, che connette biologia evolutiva, cosmologia, fisica del caos, antropologia e storia delle idee. Gli interrogativi sul modo in cui dallo studio del radicamento naturale delle società umane possano scaturire nuovi strumenti di comprensione dei fenomeni sociali e culturali della nostra specie lo portano a entrare in contatto con le ricerche condotte in questi stessi anni dal Santa Fe Institute, volte all'individuazione di leggi generali della complessità e di modelli generali sul comportamento dei sistemi complessi.
Una nuova linea di ricerca di filosofia della scienza, che approfondisce a partire dalla metà degli anni novanta, è lo studio dei modelli di cambiamento dell'evoluzione umana, in relazione alla teoria degli equilibri punteggiati, alla visione discontinuista della storia naturale, alle dinamiche ecologiche e ambientali. Una seconda linea di ricerca epistemologica, strettamente interrelata alla prima, è lo studio dell'importanza delle analisi genetiche per la ricostruzione dell'evoluzione e della storia umane, sia dei tempi lunghi della storia delle varie specie ominidi sia dei tempi medi della storia della nostra specie Homo sapiens.
A partire da Solidarietà o barbarie. L'Europa delle diversità contro la pulizia etnica (con G. Bocchi, 1994), imposta una serie di seminari e di ricerche di filosofia delle scienze biologiche, evoluzionistiche e storiche sul tema dei confini e sulle identità nazionali e culturali. Nel far ciò approfondisce una concezione evolutiva di tali identità, consonante con la prospettiva epistemologica costruttivistica, e convergente con i presupposti epistemologici, costruttivisti e antiessenzialisti propri della tradizione evoluzionistica darwiniana. In queste ricerche, viene affrontata anche la questione del significato della rivoluzione darwiniana nell'intera storia della tradizione scientifica occidentale. Un ulteriore studio dedicato a tali problematiche è il volume Educazione e globalizzazione (con G. Bocchi, 2004), che traccia un bilancio epistemologico degli intrecci disciplinari fra storia, geografia, antropologia, scienze evolutive e naturali per comprendere il ruolo della diversità culturale nella storia della specie umana e le radici profonde degli attuali processi di globalizzazione.
Mauro Ceruti è stato professore ordinario di Epistemologia genetica e di Filosofia della Scienza presso le Università degli Studi di Palermo, di Milano Bicocca, di Bergamo e all'Università IULM di Milano, dove attualmente insegna nel corso di "Filosofia della complessità". Dal 2008 al 2010 è stato Presidente della SILFS - Società Italiana di Logica e Filosofia delle Scienze.
Negli anni accademici 1999-2000 e 2000-2001 è stato Preside della Facoltà di Scienze della Formazione dell'Università degli studi di Milano Bicocca.
Dall'anno accademico 2001-2002 al 2008 è stato Preside della Facoltà di Scienze della Formazione dell'università di Bergamo.
Dal 2001 al 2008 è stato Direttore del CE.R.CO. (Centro di Ricerca sull'Antropologia e l'Epistemologia della Complessità) che comprendeva la Scuola di dottorato in Antropologia ed Epistemologia della Complessità, presso l'Università degli Studi di Bergamo.
Principali tematiche presenti negli studi di Ceruti:
- Antropologia
- Bioetica
- costruttivismo (filosofia)
- Epistemologia
- Epistemologia della complessità
- Epistemologia genetica
- Evoluzionismo
- Globalizzazione
- Scienze cognitive
- Scienze della formazione
- Teoria dei sistemi

## Incarichi istituzionali
È membro della Commissione Nazionale di Bioetica della Presidenza del Consiglio dei ministri.
Nel 2006 è stato nominato, dal Ministro della Pubblica Istruzione Giuseppe Fioroni, Presidente della Commissione incaricata di scrivere le nuove Indicazioni per il Curricolo per la Scuola dell'Infanzia e per il Primo Ciclo di Istruzione.
Nel 2007 ha partecipato alla fase di fondazione del Partito Democratico, venendo eletto all'Assemblea costituente del partito e assumendo l'incarico di relatore della Commissione incaricata di redigerne il Manifesto dei Valori.
Alle elezioni politiche del 2008 (XVI Legislatura) Mauro Ceruti è stato eletto al Senato della Repubblica nelle liste del Partito Democratico. È stato membro della 7ª Commissione permanente (Istruzione pubblica, beni culturali), della Commissione parlamentare per l'indirizzo generale e la vigilanza dei servizi radiotelevisivi e della Commissione parlamentare per l'infanzia e l'adolescenza. Non si è ripresentato alle elezioni della XVII legislatura.

## Pubblicazioni
Ceruti M. (2018), Il tempo della complessità, Raffaello Cortina Editore, Milano.
Ceruti M. (2015), La fine dell'onniscienza, Studium, Roma, Prefazione di Giulio Giorello
Morin E., Ceruti M. (2013), La nostra Europa, Raffaello Cortina Editore, Milano (tr. in francese: Notre Europe, Fayard, Paris, 2014; tr. in spagnolo: Nuestra Europa, Paidós Ibérica, Barcelona, 2013; tr. in turco: Bizim Avrupamiz, İletişim Yayinlari, İstambul, 2014; tr. in tedesco: Unser Europa, Turia + Kant, Berlin 2018)
Ceruti M., Treu (2010), Organizzare l'altruismo, Laterza, Roma-Bari
Bocchi G, Ceruti M (2009). Una e molteplice - Ripensare l'Europa, Tropea, Milano (tr. in rumeno: Una şi multiplă - Să regândim Europa, Curtea Veche, Bucarest 2013)
Ceruti M. (1986; 2nd ed. 2009) Il vincolo e la possibilità, Feltrinelli, Milano, 1986, Prefazione di Heinz von Foerster – Seconda edizione Raffaello Cortina Editore, Milano, 2009 (tr. in inglese: English: Constraints and possibilities, Gordon and Breach, New York, NY, USA, 1996; tr. in portoghese: Vìnculo e a Possibilidade, Instituto Piaget, Lisbona, 1995; tr. in spagnolo: Hombre. Conocimiento y pedagogía, Trillas, Mexico City, 1994)
Bocchi G., Ceruti M. (1986; 2nd ed. 2009) Origini di storie, Feltrinelli, Milano, 1993; Seconda edizione: 2009, Prefazione di Jerome Bruner (tr. in inglese: The Narrative Universe, Hampton Press, Cresskill 2002; tr. in spagnolo: El Sentido de la Historia, Editorial Débate, Madrid 1994; tr. in portoghese: Histórias e origens, Instituto Piaget, Lisbona 1997)
Bocchi G., Ceruti M., Eds (1985; 2nd ed. 2007), La sfida della complessità, Feltrinelli, Milano 1985; Seconda Edizione: Bruno Mondadori, Milano 2007
Ceruti M., Fornari G. (2005), Le due paci. Cristianesimo e morte di Dio nel mondo globalizzato, Raffaello Cortina Editore, Milano
Bocchi G., Ceruti M. (2004), Educazione e globalizzazione, Raffaello Cortina Editore, Milano,  Prefazione di Edgar Morin
Callari Galli M., Cambi F., Ceruti M. (2003), Formare alla complessità, Carocci, Roma
Bocchi G., Ceruti M., a cura di (2002), Le origini della scrittura. Genealogie di un'invenzione, Bruno Mondadori Editore, Milano 2002
Bocchi G., Ceruti M., a cura di (2001), Le radici prime dell'Europa. Gli intrecci genetici, linguistici, storici, Bruno Mondadori Editore, Milano
Ceruti M., Lo Verso G., a cura di (1998), Epistemologia e psicoterapia, Raffaello Cortina Editore, Milano
Callari Galli M., Ceruti M., Pievani T. (1998) Pensare la diversità. Per un'educazione alla complessità umana, Meltemi, Roma
Ceruti M (1995), Evoluzione senza fondamenti, Laterza, Roma-Bari (tr. in inglese: Evolution without Foundations, Hampton Press, Crosskill 2008)
Bocchi G., Ceruti M. (1994), Solidarietà o barbarie. L'Europa delle diversità contro la pulizia etnica, Raffaello Cortina Editore, Milano, Prefazione di Edgar Morin (tr. in inglese: Solidarity or Barbarism, Peter Lang, S. Francisco 1997)
Fabbri P, Ceruti M., Giorello G., Preta L., a cura di (1994), Il caso e la libertà, Laterza, Roma-Bari
Ceruti M., a cura di (1992), Evoluzione e conoscenza, Lubrina, Bergamo
Bocchi G., Ceruti M., Morin E. (1991), L'Europa nell'era planetaria, Sperling & Kupfer, Milano (tr. in francese: Un nouveau commencement, Seuil, Paris 1991; tr. in portoghes: Os problemas do fim de século, Editorial Notícias, Lisbona 1991; tr. in tedesco: Einen neuen Anfang wagen: Überlegungen für das 21, Jahrhundert Junius, Hamburg 1992)
Morin E., Ceruti M., Bocchi G (1990), Turbare il futuro. Un nuovo inizio per la civiltà planetaria, Moretti & Vitali, Bergamo
Ceruti M., Preta L., a cura di (1990), Che cos'è la conoscenza, Roma-Bari
Ceruti M. (1989), La danza che crea. Evoluzione e cognizione nell'epistemologia genetica, Feltrinelli, Milano, Prefazione di Francisco Varela (tr. in portoghese: A Dança que Cria, Instituto Piaget, Lisbona, 1995)
Ceruti M., Lazlo E., a cura di (1988), Physis: abitare la terra, Feltrinelli, Milano
Morin E., Ceruti M., a cura di (1988), Simplicité et complexité, Mondadori, Milano
Mounoud P., Fabbri Montesano D., Ceruti M., Munari A., Inhelder B. (1985), Dopo Piaget. Aspetti teorici e prospettive per l'educazione, Edizioni Lavoro, Roma
Bocchi G., Ceruti M. (1984), Modi di pensare postdarwiniani. Saggio sul pluralismo evolutivo, Dedalo, Bari 1984
Bocchi G., Ceruti M., Fabbri Montesano D., Munari A., a cura di (1983), L'altro Piaget. Strategie delle genesi, Emme Edizioni, Milano
Bocchi G., Ceruti M. (1981), Disordine e costruzione. Un'interpretazione epistemologica dell'opera di Jean Piaget, Feltrinelli, Milano 1981
Mauro Ceruti è stato direttore delle riviste scientifiche:
- La Casa di Dedalo (Casa Editrice Maccari, Parma);
- Oikos (Pierluigi Lubrina Editore, Bergamo);
- Pluriverso (Rcs, Milano).